# Ifidamant
Segons la mitologia grega, Ifidamant (en grec antic Ιϕιδαμας, Ifidamas) fou un heroi troià, fill d'Antènor i de Teano, filla del rei de Tràcia Cisseu. Aquest rei el va educar, i el va casar amb una de les seves filles, una germana de la seva mare.
Poc després de casar-se va marxar a la guerra de Troia amb dotze naus. Va morir a la guerra de Troia a mans d'Agamèmnon, i el seu fill primogènit, Coó, va intentar venjar-lo, i aconseguí ferir al rei, que es va haver d'allunyar del camp de batalla.